# القای احساس گناه‌کار بودن (سفر گناه)
القای احساس گناه‌کار بودن گونه ای از داشتن احساس گناه یا مسئولیت است. اکثراً این اصطلاح به ایجاد احساس گناه غیرقابل توجیه توسط شخص دیگری گفته می‌شود و گونه‌ای از دستکاری روانشناختی به حساب می‌آید.

## بررسی اجمالی
ایجاد احساس گناه در شخص نوعی دستکاری روانشناختی در قالب اعمال مجازات برای درک تخلف محسوب می‌شود. سفرهای گناهکارانه نیز نوعی پرخاشگری منفعلانه تلقی می‌شود.
در این روش برای قربانی انجام تخلف یا هر گونه کار نادرست در گذشته یادآوری می‌شود تا ابتدا او احساس گناه کرده و سپس گزینه‌ای برای رهایی از این حس به او به‌طور ضمنی یا مشخص پیشنهاد داده می‌شود. فرد دستکاری کننده این راه فرار را چه خواسته و چه ناخواسته براساس نیازهای خود طراحی و مطرح می‌کند. به صورت غالب افراد احساس وظیفه به انجام خواسته‌های مطرح شده را به عنوان مسیری برای دریافت تأیید ایشان و رهایی از حس گناه انتخاب می‌کنند.
جورج کی سیمون، نویسنده کتاب‌های روان‌شناختی، گناه‌افکنی را یک روش ارعاب توصیف می‌کند. فرد دستکاری کننده به قربانی با وجدان می‌گوید که او به اندازه کافی اهمیت نمی‌دهد، بیش از حد خودخواه است یا اینکه با دشواری روبرو نمی‌شود. این امر معمولاً باعث ایجاد احساس بد در قربانی و شک و تردید در مورد خود شده که منجر به اضطراب و در نهایت در قرارگیری در جایگاه تسلیم می‌شود.
به نظر می‌رسد اولین بار استفاده از این اصطلاح در سال ۱۹۶۷ میلادی ارائه شده‌است.
مطالعات محدودی در مورد بررسی گناه‌افکنی‌ها وجود دارد. تمرکز این مطالعات بیشتر بر روی احساس گناه در روابط بین والدین و فرزندان است.

## انواع
سه نوع گناه‌افکنی پیشنهاد می‌شود:
- تخریب زبانی
- تربیت اخلاقی
- عوارض جانبی